# Le quattro stagioni (film 1969)
Le quattro stagioni, noto anche col titolo Stagioni (in russo Времена года?, Vremena goda) è un film d'animazione sovietico del 1969 diretto da Ivan Ivanov-Vano e Jurij Norštejn, realizzato con la tecnica del passo uno presso lo studio Sojuzmul'tfil'm.
Il cortometraggio non è parlato; la colonna sonora è data da due brani delle Stagioni di Pëtr Il'ič Čajkovskij.

## Trama
Durante la primavera, l'estate e l'autunno, una coppia d'innamorati fa delle passeggiate a cavallo, ammirando il paesaggio e la natura. In inverno si fa portare da una slitta trainata da cavalli, arrivando in una città dove è in corso una fiera con le giostre.

## Distribuzione

### Italia
Il cortometraggio è stato inserito, col titolo Stagioni, nel DVD I maestri dell'animazione russa - volume 3, edito nel 2005 dalla Terminal Video in collaborazione con il Chiavari Animation Festival. 